# Christen-radicalen
De christen-radicalen of evangelisch-radicalen vormden eind jaren zestig van de twintigste eeuw in Nederland een groep progressieve jongeren binnen de drie confessionele partijen KVP (katholiek), ARP (gereformeerd) en CHU (hervormd) die vonden dat hun respectievelijke partijen moesten kiezen voor samenwerking met linkse partijen als de Partij van de Arbeid (PvdA) en nieuwkomer D'66 boven samenwerking met de liberale VVD. Zij vormden de zogenaamde overkoepelende Politieke Werkgroep Christen-Radicalen om druk uit de oefenen op de partijkoers.

## Geschiedenis
Directe aanleiding voor de oprichting van de Werkgroep Christen-Radicalen was de vorming van het kabinet-De Jong, een confessioneel-liberaal kabinet waarin linkse partijen ontbraken, terwijl ARP en KVP zich in aanloop naar de Tweede Kamerverkiezingen van 15 februari 1967 positief opstelden omtrent een confessioneel-socialistische regering. In een open brief van 15 maart 1967 betuigde een groep van vooral jonge antirevolutionaire radicalen (met als voorman professor Bas de Gaay Fortman) spijt over de kabinetsformatie dat jaar met de VVD. Kort daarop werden voorbereidingen getroffen voor het houden van een Congres van Christen-Radicalen waarop de volgende punten aan de orde werden gesteld: mogelijkheid tot vorming van een nieuwe, christelijk-geïnspireerde partij (welke niet noodzakelijkerwijs een confessioneel karakter hoefde te hebben) met een vooruitstrevend karakter, meer ontwikkelingshulp, principiële afwijzing van rassendiscriminatie, een grotere gelijkheid bij inkomensverdeling en het duidelijk uitspreken voorafgaande aan de verkiezingen voor een coalitiepartner. Een andere optie was de omvorming van de ARP en KVP tot progressieve partijen die zich zouden aansluiten bij een links blok (met PvdA en D66); CHU, VVD, GPV en de Boerenpartij (Nederland) zouden dan een rechts-conservatief blok kunnen vormen. Onder geen beding wilde men dat ARP, KVP en CHU op zouden gaan in een centrumpartij die zou lijken op de Duitse CDU. Niet politieke eenwording van de drie confessionele partijen was het streven, maar de progressieve samenwerking. Vooruitlopend op het congres hielden christen-radicalen afkomstig uit de drie partijen regelmatig overleg in het American Hotel in Amsterdam.
Het optreden van de radicale jongeren zorgde ervoor dat KVP, ARP en CHU hun koers bijstelden. Het verst hierin ging de ARP. Partijvoorzitter Wiert Berghuis, sprak zich uit in het voordeel van de radicalen en lanceerde het begrip "evangelische radicaliteit" (21 oktober). Hij vond dat de ARP vooral op sociaal gebied een meer vooruitstrevende koers moest gaan varen. Een van de belangrijkste eisen van de AR-radicalen, uitsluiting van de VVD, wees Berghuis van de hand. Binnen de KVP wierp Pieter Bogaers, oud-minister van Volkshuisvesting zich op als een van de voornaamste leiders van de KVP-radicalen. Evenals de ARP weigerde de KVP de VVD uit sluiten. De CHU verwierp in het rapport-Scholten belangenpolitiek en het denken in links en rechts, progressief en conservatief omdat dit strijdig was met de beginselen van de CHU als partij die er voor "heel het volk" wil zijn. De CHU streefde naar christendemocratische samenwerking en een centrum-gerichte koers waarin de christendemocratie zowel met links als met rechts zou kunnen samenwerken.
Op 10 en 11 november vond het congres plaats waarin werd besloten om binnen de bestaande partijen te streven naar een vooruitstrevende politiek. Echte hervormingen in progressieve zin bleven echter uit, hetgeen reden was voor met name KVP-radicalen om uit de partij te stappen. Radicale fractieleden die uit de KVP waren gestapt vormden de "Groep-Aarden" (1968). De afgescheiden KVP'ers hielden op 27 april 1968 in Dronten een congres waar werd besloten tot de oprichting van de Politieke Partij Radikalen (PPR), die niet confessioneel van karakter was. Later sloten ook enige AR-radicalen (waaronder De Gaay Fortman) zich bij de PPR aan. De meeste AR-radicalen bleven echter lid van de Anti-Revolutionaire Partij. Bogaers was de eerste voorzitter van de PPR, maar trok zich later terug. In 1970 bedankte hij voor het lidmaatschap van de PPR.
In 1970 ontstond de vooruitstrevende Evangelische Solidariteitspartij (ESP) doordat progressieve leden van de ARP uit deze partij stapten. Deze partij was echter expliciet christelijk. Een bekend lid van deze partij was de antropoloog Hans Feddema.
De AR- en KVP-radicalen bereikten in 1973 een succes toen hun partijen bereid bleken het kabinet-Den Uyl te steunen. Ruud Lubbers, een KVP-radicaal en Wilhelm Friedrich de Gaay Fortman, een progressieve ARP'er hadden zitting in dit kabinet waarvan overigens ook de PPR deel uitmaakte.

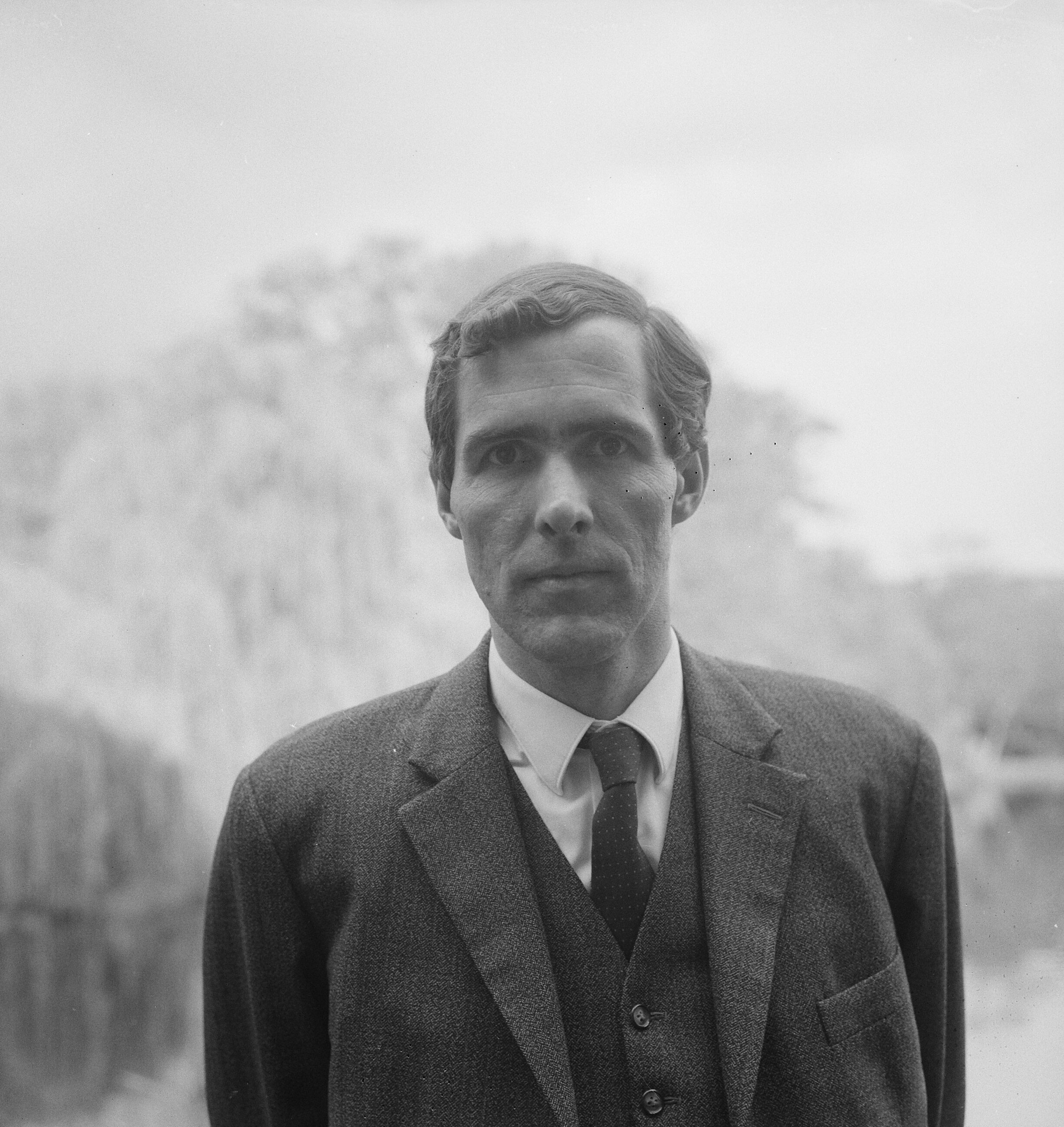
Mr. P.J.A. Idenburg
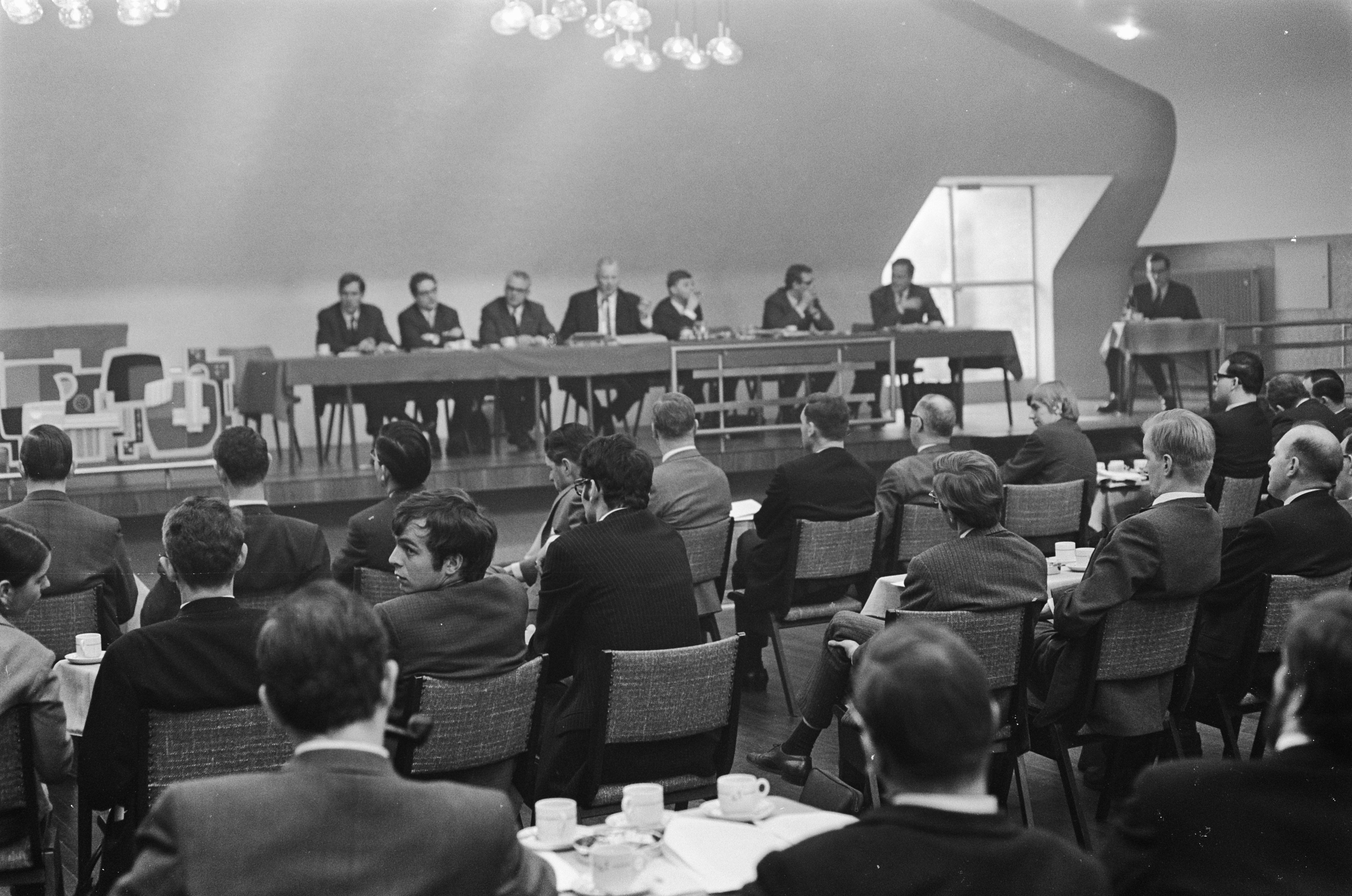
Werkgroep christen-radicalen in Utrecht bijeen: van links naar rechts P. Idenburg (AR), C. van Esch (KVP), B. Buddingh (HU), I. van Eeghen (CHU) en D. Th. Kuiper (AR), 2 maart 1968
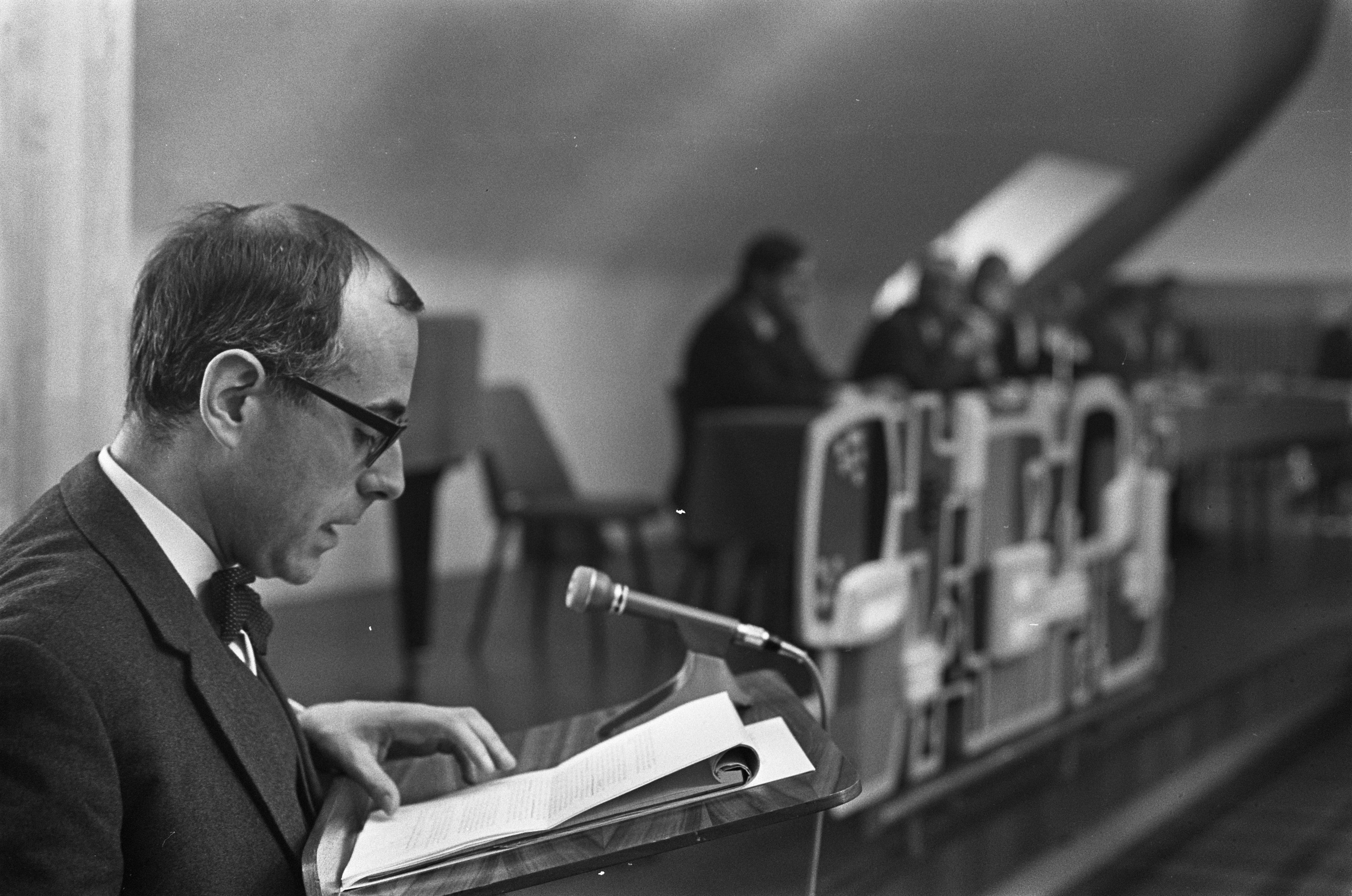
Werkgroep christen-radicalen in Utrecht bijeen, 2 maart 1968

## Lijst van christen-radicalen
- Jacques Aarden (KVP → PPR → partijloos)
- Wil Albeda (ARP → CDA)
- Pieter Bogaers[6] (KVP → PPR → KVP)
- Piet Boukema (ARP → CDA)
- Wim Deetman[7] (CHU → CDA)
- Harry van Doorn (KVP → PPR → PvdA)
- Ernst van Eeghen (CHU → partijloos → CDA)
- Hans Feddema (ARP → ESP → EPV → EVP → GroenLinks)
- Bas de Gaay Fortman (ARP → PPR → GroenLinks)
- Jhr. mr. D.J. de Geer[8] (CHU → partijloos)
- Louw de Graaf (ARP → CDA)
- Michel van Hulten (KVP → PPR → D66 → GroenLinks → 50PLUS → ikkiesvooreerlijk.eu)
- Dr. P.J.A. Idenburg (ARP → onbekend)
- Paul Janssen (KVP → PPR → PvdA)
- Erik Jurgens (KVP → PPR → PvdA)
- Annie Kessel (KVP → PPR → partijloos)
- Dick Kuiper (ARP → CDA)
- Ruud Lubbers (KVP → CDA)
- S.A. Mol (CHU → PPR)
- H.A. Strijd-Groenewegen (CHU → CDA)
- H.J. Viersen (CHU → CDA)
- Anthonie Wattel (CHU → CDA)